# Maça (eina)

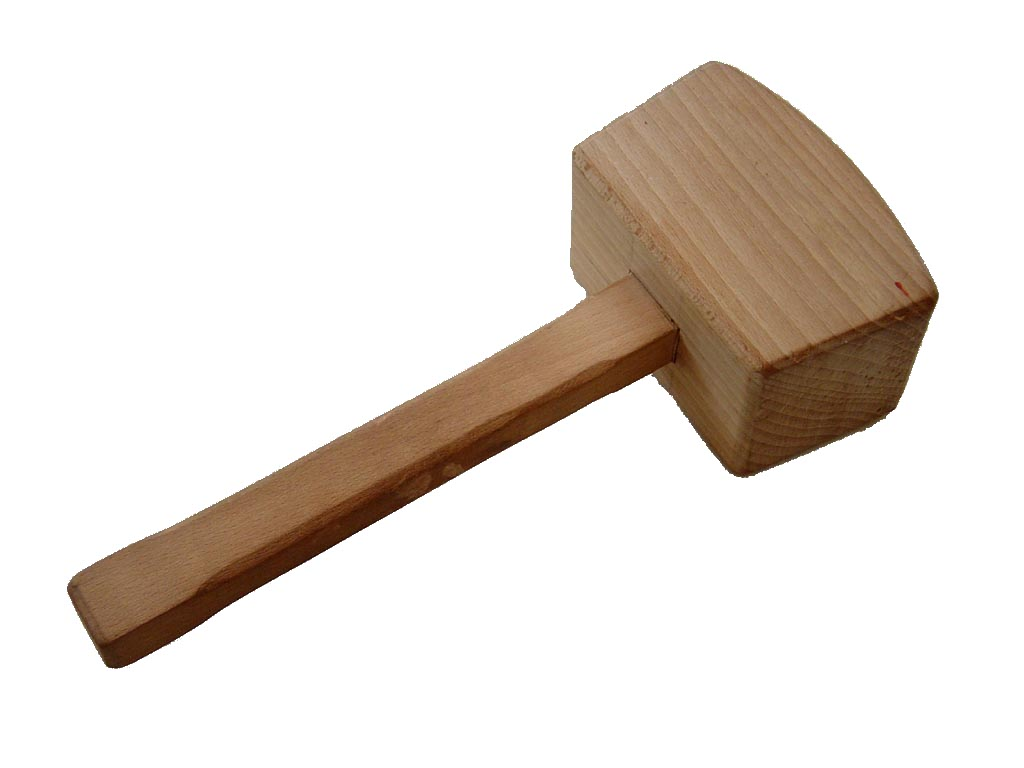
Maça de fuster.

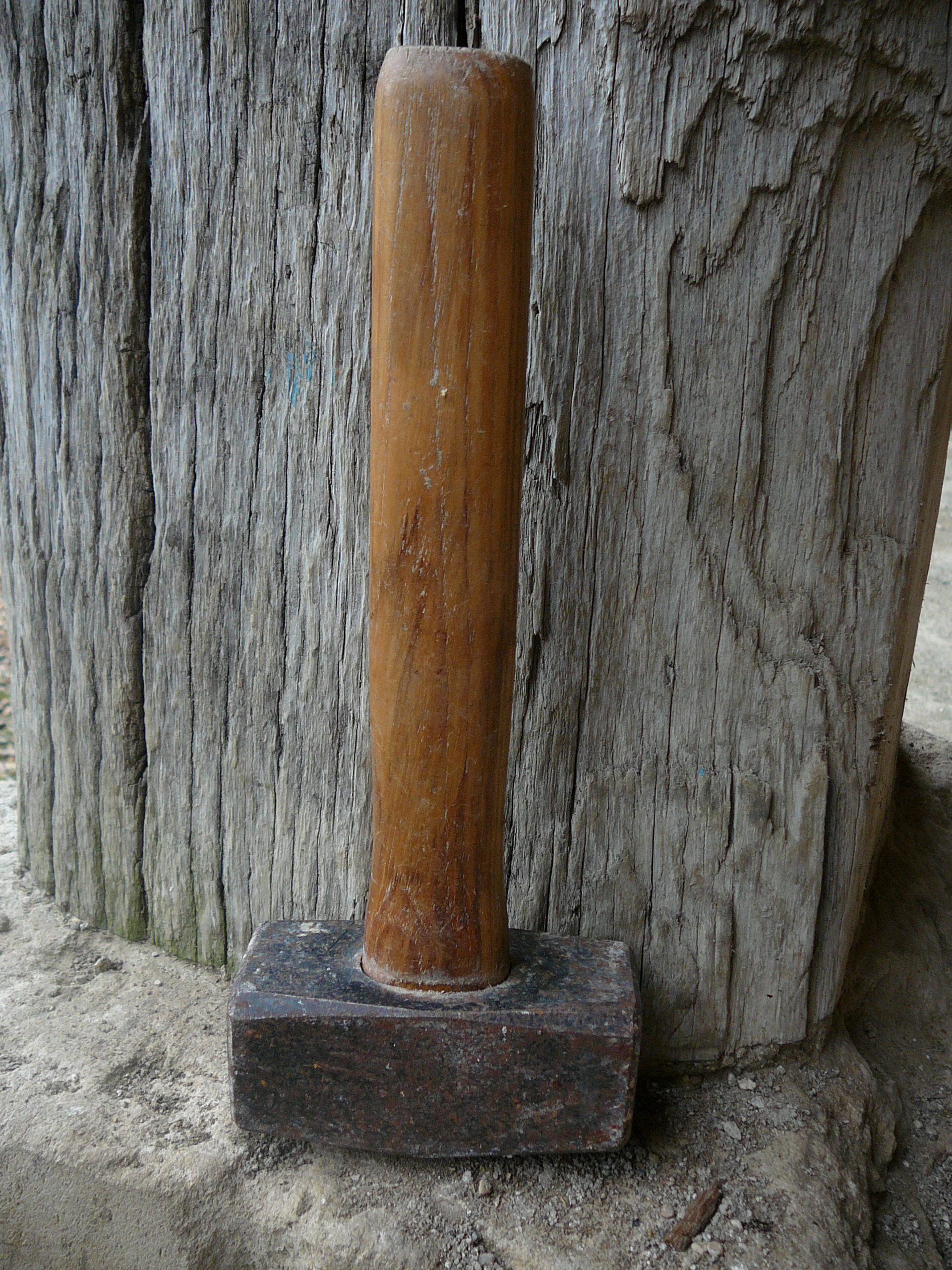
Un mall de ferro.

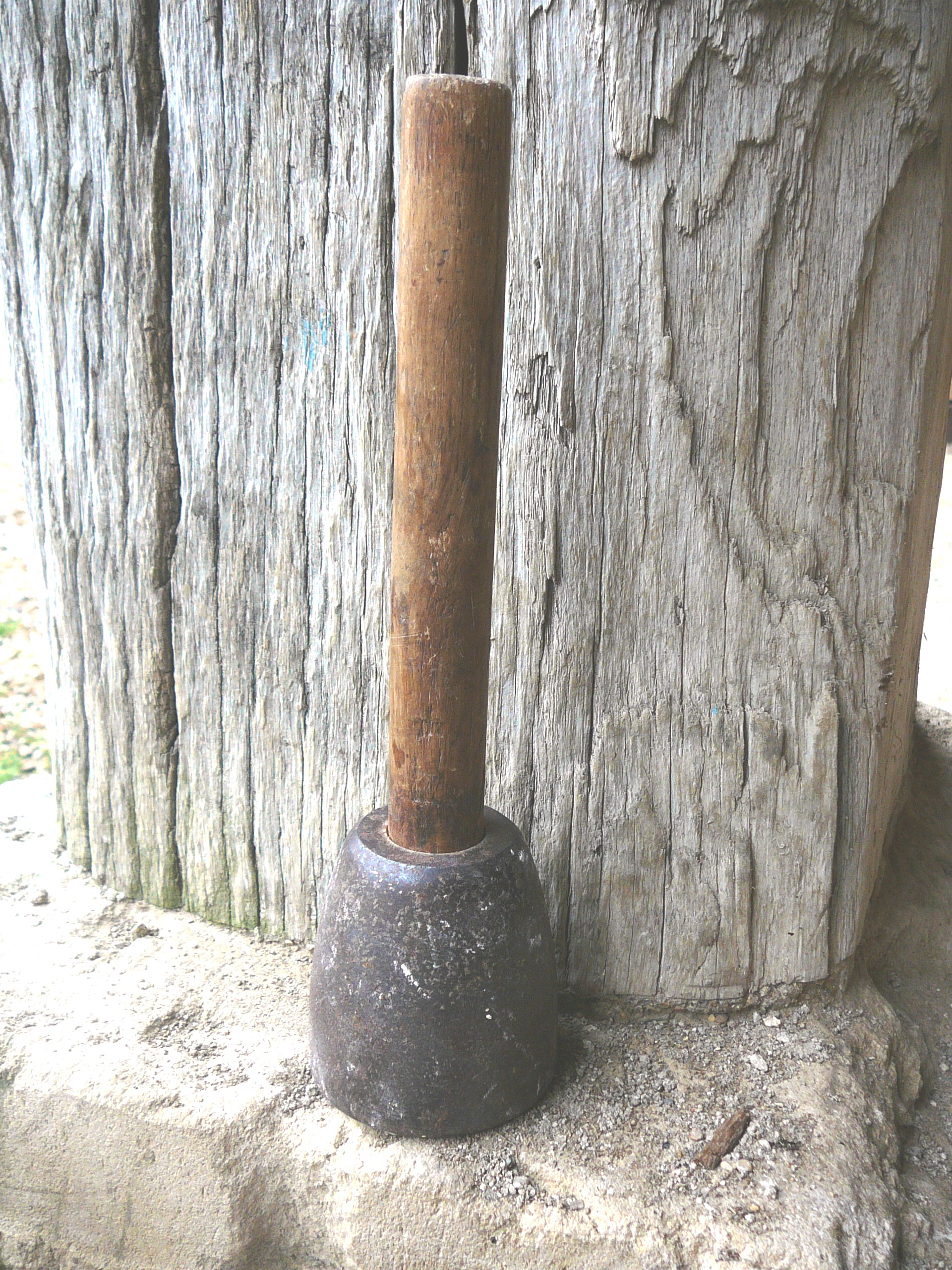
Un mall portuguès.

Una maça és una eina manual formada per un mànec i un element de percussió (de forma cilíndrica, prismàtica, troncocònica o altres) fixat al mateix. L'operari l'usa per a colpejar eines de tall lliure (enformador, gúbia, badaine…), per a assentar peces de fusta o altres tasques de percussió.
La forma diminutiva de "maceta", tot i que coincideix amb eines i estris diferents, és habitual. La peça ferro del mall te dos caps plans de secció octogonal.
El mall ha substituït la picassa per colpejar els tascons quan es pretén esflorar la pedra.
El mànec fa 48,5 cm i la peça de ferro de 15,7 cm de llarg i secció de 6,3 cm i pesa 2,5 kg i tenen el mànec d'ullastre i la peça de ferro.
La forma d'ús del mall es la mateixa que la de les eines que substitueixen.